# أندرو ميلر (لاعب كريكت)
أندرو ميلر (30 مايو 1963 في المملكة المتحدة - ) (بالإنجليزية: Andrew Miller)‏ هو لاعب كريكت بريطاني. لعب مع نادي الكريكت في جامعة أكسفورد ‏.

## وصلات خارجية
- أندرو ميلر على موقع إي آس بي آن كريك إنفو (الإنجليزية)